# Aeroporti in Bielorussia

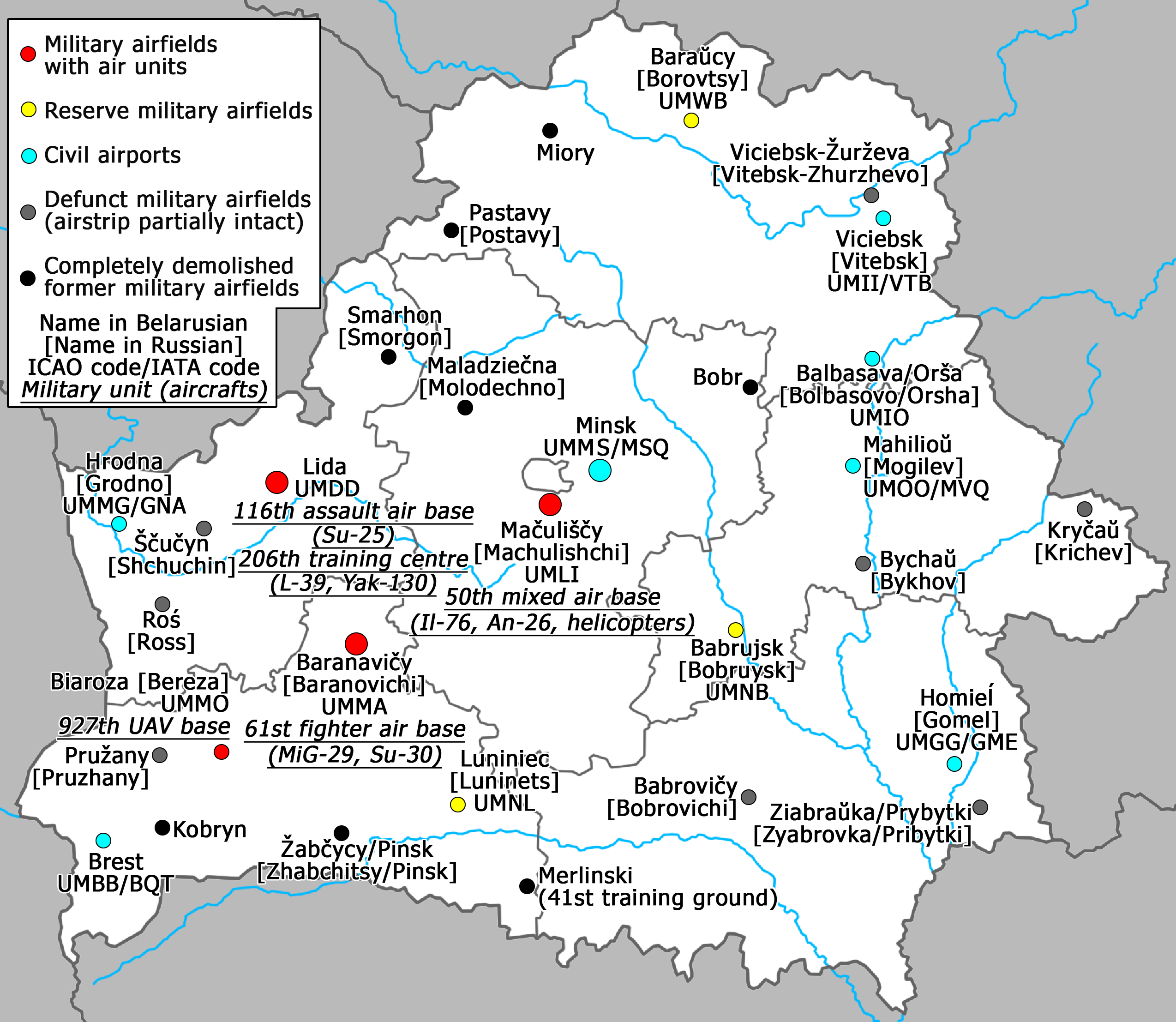

La seguente è una lista di aeroporti in Bielorussia. In grassetto sono indicati gli aeroporti con voli di linea.
| Aeroporto                    | Città             | Regione | ICAO | IATA |
| Aeroporti civili             |                   |         |      |      |
| Aeroporto di Brėst           | Brėst             | Brėst   | UMBB | BQT  |
| Aeroporto di Homel'          | Homel'            | Homel'  | UMGG | GME  |
| Aeroporto di Hrodna          | Hrodna            | Hrodna  | UMMG | GNA  |
| Aeroporto di Minsk-1         | Minsk             | Minsk   | UMMM | MHP  |
| Aeroporto di Minsk (Minsk-2) | Minsk             | Minsk   | UMMS | MSQ  |
| Aeroporto di Mahilëŭ         | Mahilëŭ           | Mahilëŭ | UMOO | MVQ  |
| Aeroporto di Polack          | Polack            | Vicebsk |      |      |
| Aeroporto di Vicebsk         | Vicebsk           | Vicebsk | UMII | VTB  |
| Aeroporti militari           |                   |         |      |      |
| Base aerea di Pribytki       | Homel'            | Homel'  |      |      |
| Base aerea di Luninec        | Luninec           | Brest   |      |      |
| Base aerea di Balbasovo      | Orša              | Vicebsk |      |      |
| Base aerea di Postavy        | Pastavy (Postavy) | Vicebsk |      |      |
| Base aerea di Borovicy       | Polack            | Vicebsk |      |      |
| Base aerea di Vicebsk        | Vicebsk           | Vicebsk |      |      |